# 불륜 관계
《불륜 관계》는 2012년에 개봉한 중국의 합작 영화이다.

## 캐스팅
- 장나라 : 아문 역
- 방조명 : 세민 역
- 조경 : 인걸 역
- 범문방
- 임계동
- 심도연